# Vuilleminia
Vuilleminia is een geslacht van schimmels behorend tot de familie Vuilleminiaceae. Het geslacht werd voor het eerst in 1902 beschreven door de mycoloog René Maire.

## Soorten
Volgens Index Fungorum telt het geslacht elf soorten (peildatum maart 2023):
| Soortnaam                                  | Auteur(s)              | Publicatiejaar |
| ------------------------------------------ | ---------------------- | -------------- |
| Vuilleminia alni (Elzenschorsbreker)       | Boidin, Lanq. & Gilles | 1994           |
| Vuilleminia comedens (Gewone schorsbreker) | (Nees) Maire           | 1902           |
| Vuilleminia corticola                      | Parmasto               | 1965           |
| Vuilleminia coryli (Hazelaarschorsbreker)  | Boidin, Lanq. & Gilles | 1989           |
| Vuilleminia cystidiata                     | Parmasto               | 1965           |
| Vuilleminia erastii                        | Ghob.-Nejh.            | 2012           |
| Vuilleminia macrospora                     | (Bres.) Hjortstam      | 1987           |
| Vuilleminia megalospora                    | Bres.                  | 1926           |
| Vuilleminia nilsii                         | Ghob.-Nejh. & Duhem    | 2013           |
| Vuilleminia oyensis                        | Duhem & M. Gérard      | 2009           |
| Vuilleminia pseudocystidiata               | Boidin, Lanq. & Gilles | 1994           |